# District d'Ollantaytambo
Au Pérou, le district d'Ollantaytambo est l’un des sept districts de la province d'Urubamba située dans le département de Cusco.